# Kourisodon

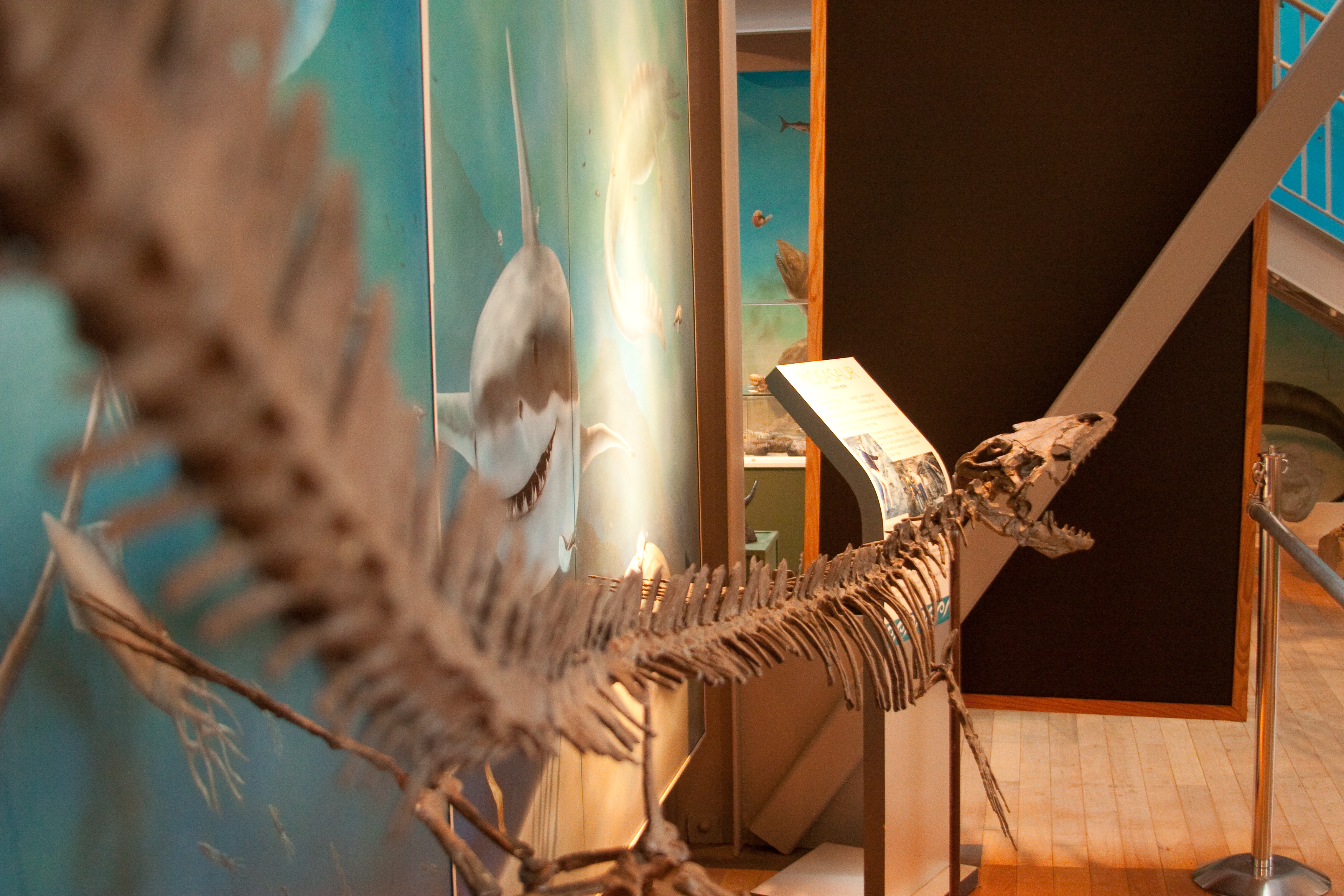
Esqueleto reconstruido

Kourisodon ("diente de navaja") es un género extinto de mosasáurido. Se han encontrado sus fósiles en la isla de Vancouver en la Columbia Británica, Canadá, así como en el Grupo Izumi del suroeste de Japón. Estos hallazgos se remontan a finales de la época del Santoniano y del final del Campaniano al final del Maastrichtiano, respectivamente, durante el Cretácico Superior. Kourisodon fue originalmente descrito como un miembro de la tribu "Leiodontini", y más recientemente como un "clidastino".

## Distribución
Kourisodon puntledgensis se conoce de una sola localidad ubicada en la Formación Pender del Santoniano a lo largo de las orillas del río Puntledge (que le dio su nombre). K. puntledgensis era un pequeño mosasáurido, con una longitud estimada de unos 3,75 metros (alrededor de 12,3 pies). Compartía su entorno con una variedad de elasmosáuridos, tortugas y otros mosasáuridos, aunque parece que no había policotílidos en su entorno del océano Pacífico.
En 2005, un esqueleto fragmentario procedente de rocas expuestas del Grupo Izumi en la isla de Shikoku en Japón, fue asignado a Kourisodon sp. Este espécimen presenta dientes maxilares más largos, entre otras diferencias con K. puntledgensis, lo que los autores interpretaron como que este individuo pertenecía a una segunda especie, aunque esta nueva especie aún no ha sido nombrada formalmente. Otros restos fragmentarios del Grupo Izumi se han asignado tentativamente también a K. sp., algunos de los cuales representan animales juveniles.
Una réplica completa de 4.5 metros de longitud del espécimen del río Puntledge se exhibe en el Canadian Fossil Discovery Center en Morden, Manitoba.